# Joe Masseria

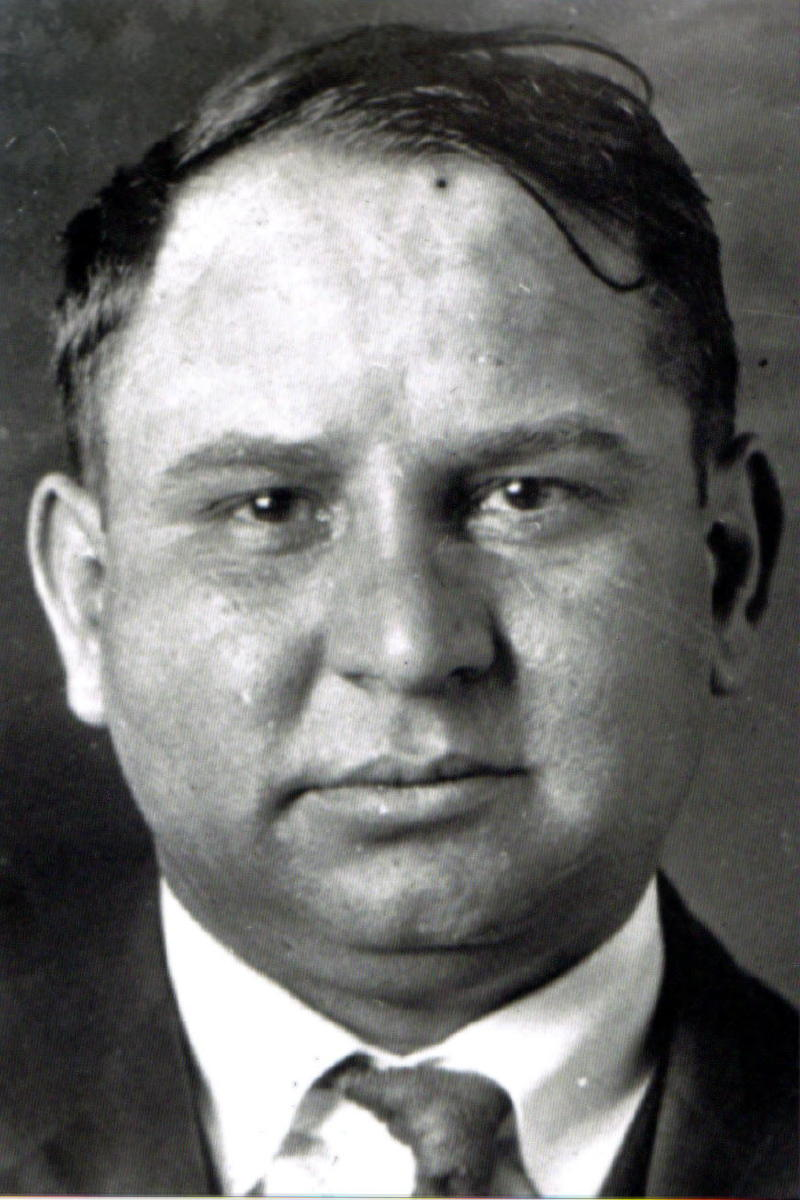
Giuseppe „Joe“ Masseria – Mugshot

Giuseppe „Joe The Boss“ Masseria (* 17. Juli 1886 auf Sizilien; † 15. April 1931 in New York City) alias Joseph Masseria, war ein US-amerikanischer Mobster der Cosa Nostra und Boss der Genovese-Familie. Er galt wegen seiner umfassenden Kontrolle – zumindest der italienischen Aktivitäten – des organisierten Verbrechens in New York City von 1920 bis zu seiner Ermordung 1931 als „Boss aller Bosse“ (it.: capo di tutti i capi).

## Leben
Nachdem er 1903 in die USA ausgewandert war, um Mordanklagen in Sizilien zu entgehen, wurde Masseria ein Schläger der Morello-Gang, sozusagen dem Vorläufer der später als Genovese-Familie klassifizierten Gruppe, in der Lower East Side von New York City.
Masseria wurde 1907 zum ersten Mal wegen Einbruch und Erpressung zu mehreren Monaten auf Bewährung verurteilt. Im gleichen Jahr heiratete er Marie Guarino.
Durch den Verfolgungsdruck der Behörden, die Inhaftierung und Verurteilung von Giuseppe Morello im Jahr 1910 und den Tod einiger Mitglieder wurde ab 1920 die Position von Joe Masseria immer stärker und ab etwa 1925 kann er als Oberhaupt angesehen werden. Giuseppe „Peter“ Morello wurde, aus der Haft entlassen, ein wichtiger Berater, und dessen Bruder Ciro Terranova ein wichtiger Verbündeter und Unterboss, die Masseria beide dringend im späteren Krieg von Castellammare benötigte, da Nicholas Morello und Vincent Terranova bereits vor der aufziehenden Auseinandersetzung ermordet worden waren.
Offenbar fand ein Machtkampf um die Vorherrschaft im Morello-Terranova-Clan statt, der durch die Ermordung von Umberto Valenti, der als Auftraggeber bzw. Mörder von Vincent Terranova gelten kann, beendet wurde. Die Tat beging am 11. August 1922 vermutlich Lucky Luciano, damals Leutnant unter Joe Masseria. Hintergrund war ein kurz zuvor durchgeführtes Attentat Valentis auf Masseria, bei dem dessen Leibwächter ums Leben gekommen waren.
Die Auseinandersetzungen um die Vorherrschaft in New York City gingen weiter. Salvatore Maranzano wurde mit mehreren weiteren Männern 1927 von Sizilien entsandt, um für Don Vito Cascio Ferro die Kontrolle der US-amerikanischen La Cosa Nostra zu übernehmen. Maranzano gewann die Unterstützung der ansässigen Leute aus Castellammare del Golfo, weshalb die Auseinandersetzung mit Masseria als der „Krieg von Castellammare“ bekannt wurde.
Am 15. April 1931 wurde Masseria in Scarpato’s Restaurant auf Coney Island erschossen.

## Mordfall Masseria
Nach einer – heute als Legende bezeichneten – Version handelte es sich im Scarpato’s Restaurant um ein Treffen zwischen Lucky Luciano und Masseria. Demnach befand sich Luciano gerade auf der Toilette, als vier Männer, angeblich Albert Anastasia, Joe Adonis, Bugsy Siegel und Vito Genovese, die Tat verübten. Der Fluchtfahrer soll Ciro Terranova gewesen sein.
Ein Polizeibericht des NYPD geht von einem Treffen von Masseria mit seinem Unterboss Sam Pollaccia aus. Dieser suchte unmittelbar vor dem Attentat die Toiletten auf. Lucky Luciano, der zur Legendenbildung neigte, hat sich dann die Story möglicherweise angeeignet, da die erfolgreiche Ermordung mit einer Steigerung des Prestige verbunden war. Pollaccia und Giustra waren wie Luciano ursprünglich Mitglieder der Five Points Gang gewesen; bzw. einer der Nachfolgeorganisationen um Frankie Yale.
In seiner Abwesenheit betrat Johnny „Silk Stocking“ Giustra das Restaurant, der dann zusammen mit Pollaccia Masseria erschossen hat. Pollaccia verschwand nach der Tat und wurde vermutlich ermordet, Giustra wurde 1931 in East Harlem erschossen.
Dadurch war der Mafia-Krieg vorerst beendet, Maranzano wähnte sich am Ziel „Boss aller Bosse“ zu werden. Allerdings wurde er daraufhin auf Lucianos Bitte von Gangstern aus Kreisen um Meyer Lansky, unter anderem Samuel „Red“ Levine, getötet. Letztendlich führte die gesamte Auseinandersetzung zur Bildung des National Crime Syndicate.
Sein Bruder John Masseria wurde am 22. Juni 1937 ebenfalls ermordet.

## Im Film
- In Bis zum letzten Schuß aus dem Jahr 1981 von Richard C. Sarafian wird Masseria von Richard S. Castellano gespielt.
- In Die wahren Bosse – Ein teuflisches Imperium (1991) wird er von Anthony Quinn dargestellt. Der Film zeigt seine Verbindung zu Lucky Luciano und seine Ermordung im Restaurant.
- In der Serie Boardwalk Empire spielte ihn in den Jahren 2011 bis 2014 Ivo Nandi.